# The Future Sound of London

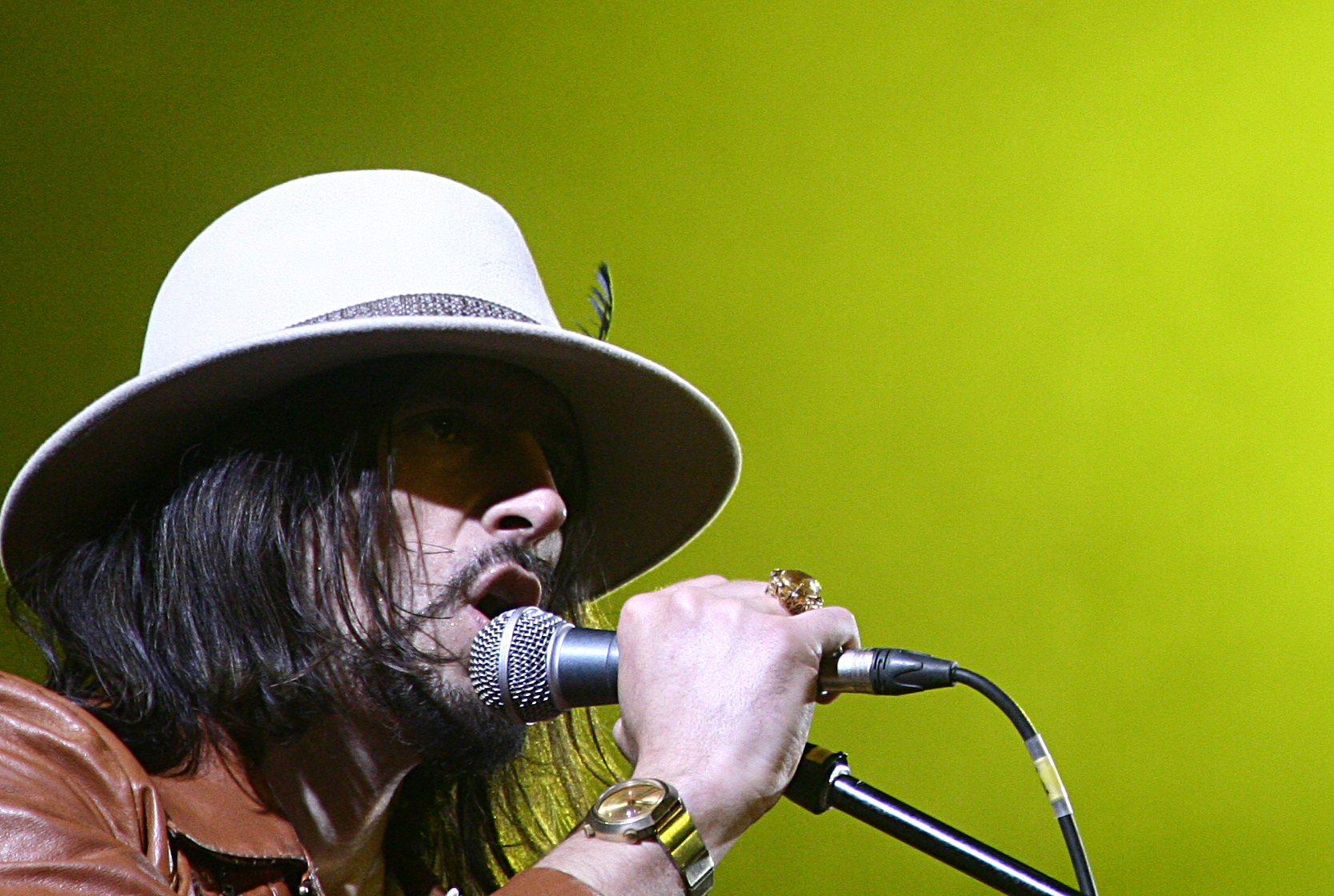
Garry Cobain

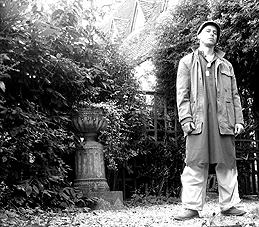
Brian Dougans

The Future Sound of London, afgekort als FSOL, is een Britse danceact bestaande uit Brian Dougans (1968) en Garry Cobain (1967). Het duo ontwikkelde zich met de jaren tot een leverancier van sfeervolle ambient. Het meest bekend werd het duo met het nummer Papua New Guinea en het album Lifeforms. Brian Dougans maakte tevens de hit Stakker Humanoid van Humanoid.

## Beginjaren
Brain Dougans en Garry Cobain ontmoetten elkaar in de jaren tachtig toen ze elektrotechniek studeerden aan de universiteit van Manchester. Dougans was in 1988 solo al succesvol met het project Humanoid. De single Stakker humanoid werd een wereldwijde acidhouse(club)hit. Dit kwam mede door de videoclip die toonaangevend is voor de vroege housevideo's. Hij maakte voor het project een album genaamd Global. De jaren daarna waren de twee samen bezig in enkele projectjes. Het project Mental Cube leverde ze een clubhit op met Q (1990)

## The Future Sound of London
In 1991 namen ze een album op voor een nieuw project dat The Future Sound of London is gaan heten. Het album heet Accelerator en verscheen in het najaar van 1991. Op het album staat het nummer Papua New Guinea, die in het voorjaar van 1992 een hit werd. Het geld dat ze binnenkrijgen met de hit investeerden ze in nieuwe apparatuur. Daarmee namen ze het album Tales of Ephidrina op, dat werd uitgebracht onder de projectnaam Amorphous Androgynous.
Van Future Sound of London verscheen eind 1993 weer een single. Het experimentele Cascades met zangeres Elizabeth Fraser van Cocteau Twins Dat was een voorbode van dubbelalbum Life forms (1994). Het album ging verder waar ze gebleven waren. Dancebeats zijn ingeruild voor ambienteske klankvelden. Het album werd door veel media als een meesterwerk gezien.
Niet lang daarna kwam een nieuw albumproject met ISDN. Dit album is de registratie van een project waarbij de muziek live via een ISDN-verbinding werd verzonden. Iets dat in 1994 revolutionair was. In 1997 deden ze dit nog eens kleinschalig over.
In 1996 verscheen het album Dead cities, dat weer wat meer dansbare elementen in zich heeft. Het album deed het goed en de singles My kingdom en big beatplaat We have explosive haalden de hitlijsten. Dat tweede nummer kwam ook op de soundtrack te staan van Mortal Kombat: Annihilation. Daarna verdween het duo tijdelijk uit beeld door gezondheidsproblemen van Garry Cobain.

## Comeback
Na jaren van stilte keerde het duo eind 2002 weer terug toen van Amorphous Androgynous het album The Issness verscheen. Hierop experimenteerden ze met psychedelica. In 2005 wordt dit gevolgd door Alice in Ultraland. Ook bracht Brian Dougans zijn oude project Humanoid weer tijdelijk tot leven.
In 2007 keerde het duo terug met nieuw materiaal als Future Sound of London. Het album Environments (2007) bevat zowel oud als nieuw materiaal en is als mp3 beschikbaar gesteld op de website van de groep. Het is het eerste deel van een reeks van deze albums. Deel 2, 3 en 4 verschenen in 2008, 2010 en 2010. Ook besloten Brian en Garry hun archieven beschikbaar te stellen aan de fans door middel van de serie From The Archives. Hier zijn vooralsnog zes delen van verschenen.
In 2011 werd aangekondigd dat het duo als Amorphous Androgynous een album zou gaan opnemen met Noel Gallagher. In de zomer van 2012 blijkt dat project echter spaak gelopen te zijn op ontevredenheid van Noel.

## Trivia
- Op de plaat Papua New Guinae is een sample toegevoegd van Lisa Gerrard van Dead Can Dance. Deze komt uit het nummer Dawn of the Iconoclast. De baslijn komt uit het nummer Radio Babylon van Meat Beat Manifesto
- Het meisje op de hoes van Lifeforms heet Shauneen Ta.[2] Ze is later voetbalster geworden voor het vrouwenteam van Arsenal.
- Het Britse tijdschrift Muzik was in 2002 zo blij met de terugkeer van het duo dat het het album The Isness zes sterren op een schaal van vijf gaf.